# Pierdomenico Baccalario
Pierdomenico Baccalario (Acqui Terme, 6 de março de 1974) é um escritor italiano, também assina com o pseudônimo Ulysses Moore.

## Biografia
Ele cresceu numa velha casa que é atualmente a sede de uma florescente empresa vinícola e que possui uma biblioteca de mais de 10.000 volumes. É apaixonado por viagens.
Ele começou a escrever histórias curtas na escola durante as aulas de matemática. Ao dar suas histórias aos seus colegas eles começaram a compartilhá-las com outros, então ele descobriu que tinha leitores em outras salas de aula. É formado em Direito e sua paixão pela arqueologia levou-o a ser consultor do Patrimônio Cultural Italiano na Scuola Normale Superiore di Pisa em Pisa.
Vencedor do prémio "Il Batello a vapore" em 1998, aos 22 anos, por seu romance La Estrada del Guerriero (editora Piemme), Pierdomenico Baccalario é mais conhecido por sua coleção Ulysses Moore. Publicou muitos livros, romances (fantasia) para jovens, traduzidos em mais de dezoito línguas. Além de escritor é jornalista.[carece de fontes?]